# Alternaria resedae
Alternaria resedae är en svampart som beskrevs av Neerg. 1945. Alternaria resedae ingår i släktet Alternaria och familjen Pleosporaceae.   Inga underarter finns listade i Catalogue of Life.